# Дмоховский, Борис Михайлович
Борис Михайлович Дмоховский (1899—1967) — советский актёр театра и кино, режиссёр, педагог. Заслуженный деятель искусств РСФСР (1955). Член КПСС с 1952 года.
С 1924 года занимался преподавательской деятельностью. С 1931 по 1937 годы вёл мастерскую драматических режиссёров в Ленинградском институте сценических искусств. Ставил спектакли в театрах Румынии и Северной Кореи. 

## Биография
Родился 16 (28) января 1899 года в Санкт-Петербурге. В 1917 году окончил 1-ю Санкт-Петербургскую гимназию.
Участник революционного движения и гражданской войны. В 1919—1920 годах служил в рядах РККА.
В 1924 году окончил Школу русской драмы в Петрограде (класс Н. Н. Арбатова и В. Я. Софронова).
В 1922—1931 годах — актёр, затем — режиссёр БДТ.
В 1931—1937 годах — художественный руководитель и режиссёр Ленинградского передвижного театра Комедии.
В 1937—1941 годах — режиссёр и художественный руководитель Краевого Дальневосточного театра (Хабаровск).
В 1941—1944 годах — режиссёр театра Эстрады (Алма-Ата) и главный режиссёр актёрской группы ЦОКС.
В 1945—1948 годах — режиссёр и актёр Киевской киностудии и художественный руководитель Школы киноактёров при Киевской киностудии.
С 1949 года — режиссёр Драматического театра им. А. С. Пушкина (Ленинград).
Умер 7 июня 1967 года в Ленинграде.

## Фильмография

#### Актёр
- 1925 — Степан Халтурин — заключённый
- 1928 — Золотой клюв — Шушин-младший
- 1937 — Большие крылья — Берёзкин, инженер
- 1942 — Оборона Царицына — генерал Мамонтов
- 1943 — Она защищает Родину — немецкий офицер
- 1943 — Фронт — начальник штаба Благонравов
- 1945 — В дальнем плавании — Николай Фёдорович, капитан корвета «Витязь»
- 1945 — Зигмунд Колосовский — Зигмунд Колосовский, журналист Големба; инвалид Гросс; барон Федручи; двойник майора Ультера и прокурора Валишевского
- 1948 — Третий удар — генерал фон Шерер
- 1949 — Александр Попов — капитан Дэвис (нет в титрах)
- 1951 — Белинский — Леонтий Васильевич Дубельт, шеф жандармов
- 1951 — Незабываемый 1919 год — Эгар[англ.]
- 1955 — Овод — комендант города
- 1956 — Приключения Артёмки — жандармский полковник
- 1960 — Вдали от Родины — майор Кубис
- 1960 — Крепость на колёсах — командарм Усов
- 1962 — Цветок на камне — Варченко Павел Фёдорович, начальник шахты

#### Режиссёр
- 1945 — Зигмунд Колосовский (в соавтор. с С. Навроцким)
- 1956 — Таланты и поклонники (в соавтор. с А. Апсолоном)

## Театральные постановки
- 1927 — «Пурга» Д. Щеглова
- 1929 — «Инга» А. Глебова
- 1952 — «Под золотым орлом» Я. Галана